# Lux veritatis

Wappen Papst Pius’ XI.

Die Enzyklika Lux veritatis (lat.: Das Licht der Wahrheit) von Papst Pius XI. wurde am 25. Dezember 1931 veröffentlicht und trägt den Untertitel „Zum 1500. Jahrestag des Konzils von Ephesos und der Ausrufung der göttlichen Mutterschaft der Heiligen Maria“.

## Zum Konzil von Ephesos
In den Anfangskapiteln beschreibt der Pius XI. die Ausgangssituation und den Beweggrund dieser Enzyklika. Das ökumenische Konzil von Ephesos wurde durch den oströmischen Kaiser Theodosius II. einberufen und vom 22. Juni bis 31. Juli 431 in der Stadt Ephesos mit einer Großzahl von Geistlichen abgehalten. In der Mitte dieses Schreibens bestätigt Pius XI. die von den Konzilsteilnehmern herausgegebenen Schriften, in denen die Thesen des Nestorius verworfen worden waren.
Pius XI. schreibt über die Irrlehren: Auf diesem Konzil führte der Heilige Kyrill von Alexandria den Vorsitz und erreichte, dass die nach dem Patriarchen Nestorius von Konstantinopel benannte Lehre (Nestorianismus) verworfen und Nestorius abgesetzt wurde. Er hätte sich gewünscht, dass der Heilige Augustinus von Hippo am Konzil hätte teilnehmen können, denn dann wären sicherlich die gotteslästerlichen Aussagen unterblieben. Pius XI. wiederholt die Erklärung von Ephesos, nämlich, dass Jesus Christus wahrer Gott und wahrer Mensch sei, dass er zwei Naturen, eine menschliche und eine göttliche, in seiner Person vereine.

## Über Nestorius
In den folgenden Abschnitten fügt er eine kurze Abhandlung über Nestorius an: Dieser von Kaiser Theodsius II. eingesetzte Bischof von Konstantinopel, der auch ein großer Prediger war, stelle sich gegen die Wahrheit der Gottesmutter. Seiner ketzerischen Lehre nach habe er behauptet, dass mit der Menschwerdung Gottes, Maria nicht als Gottesgebärerin (Theotokos), sondern als Christusgebärerin (Christotokos) zu benennen sei. Dieses widerspreche jedoch den später folgenden drei Dogmen. In fortführenden Teilen bezeichnet er Nestorius als einen Ketzer und beschreibt die aus seiner Sicht bestehenden Glaubensunterschiede zum Nestorianismus. Dem Patriarch Kyrill von Alexandria bescheinigt der Papst die wahre Verteidigung des Glaubens und preist in als Gegenpol zu dem Ketzer, Kyrill habe schließlich die Autorität der römischen Kirche wiederhergestellt.

## Über die Gottesgebärerin

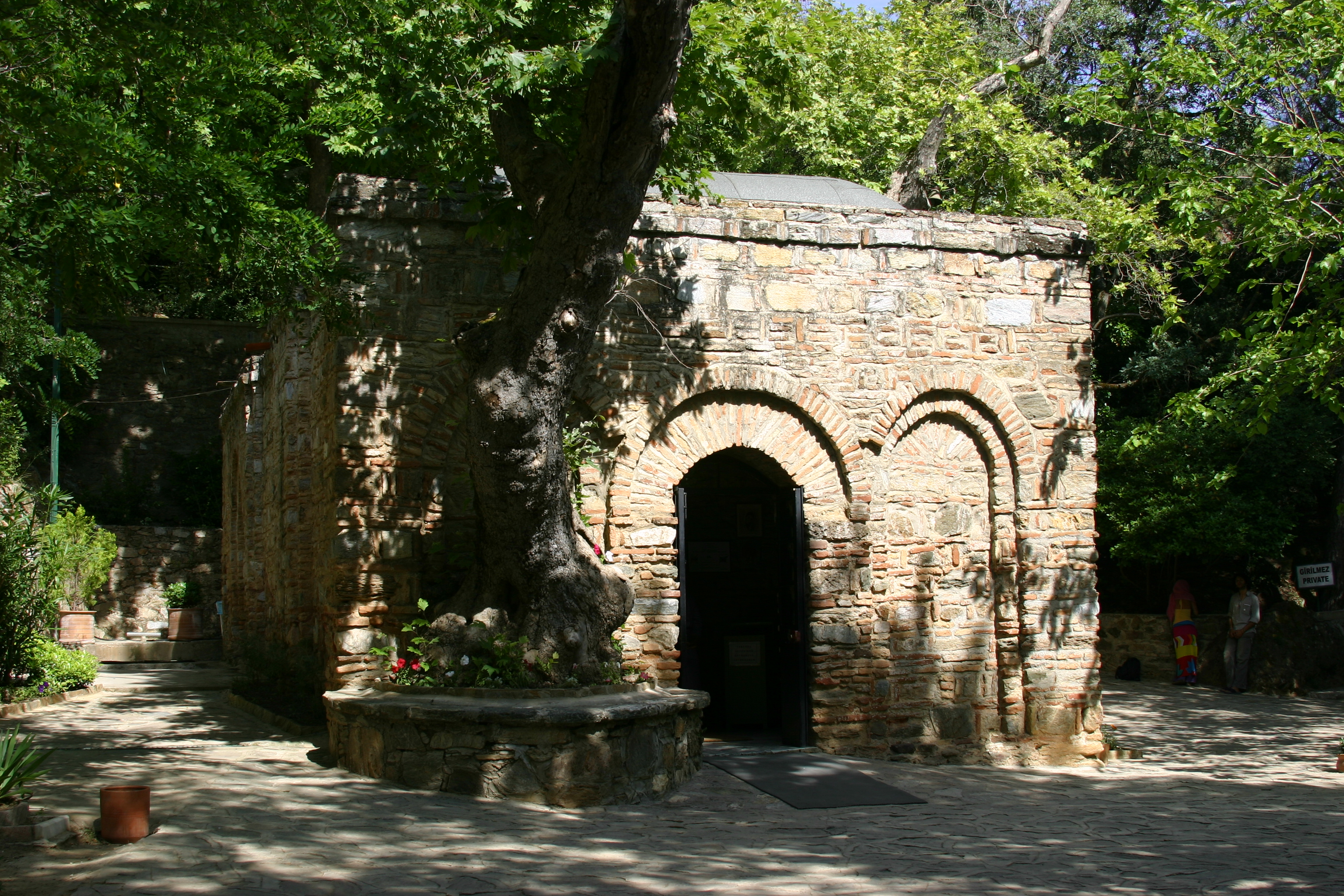
Haus der Muttergottes Maria in Ephesos

Hierzu führt Pius XI. aus, dass die Bedeutung ihres Lebens in sehr enger Verbindung mit Christus betrachtet werden muss. Sie, die von Ewigkeit her zusammen mit der Menschwerdung steht, ist die Repräsentantin der Menschheit und gehe auf die Vorbestimmungen Gottes zurück. Diese Formulierung zeige deutliche, dass es letztendlich nicht allein um Maria geht, sondern um den Sohn Gottes. Die Erklärungen des Ökumenischen Konzils von Ephesos hätten dann auch zunächst im Osten und später im Westen zur großen Marienverehrung geführt.

### Die drei Dogmen von Ephesos
- Dass es eine Person in Jesus Christus gibt und diese göttlich ist, somit ist Christus wahrer Gott und wahrer Mensch.
- Dass die gesegnete Jungfrau Maria voll als die wirkliche Mutter Gottes anerkannt und verehrt wird.
- In Glaubensangelegenheiten besitzt der Papst eine von Gott erteilte Autorität.